# Наволок (Тарасовское сельское поселение)
Наволо́к — деревня в Плесецком районе Архангельской области. Входит в состав Тарасовского сельского поселения.

## География
Возле деревни протекает река Пукса (приток реки Мехреньга). Ближайшая крупная деревня Подволочье — центр Тарасовского сельского поселения. От деревни до города Мирный — 60 км.
Через деревню проходит грунтовая дорога от города Мирный до сел Тарасово и Церковное. Деревня Наволок стоит на старом тракте Санкт-Петербург — Архангельск, проложенном в 1762 году.

## История
До колонизации этих мест Новгородом по берегам рек Мехреньга и Емца жило финно-угорское племя Емь. Деревня упоминается в платежной книге 1556 года. До революции 1917 года крестьяне занимались земледелием, скотоводством и рыболовством. В деревне стояла часовня Вознесения Господня 18 века, приписанная к Тарасовскому приходу. После революции в деревне был образован колхоз им. Кирова С. М. До Великой Отечественной войны в деревне было 25 дворов.

## Название
Наволок с финно-угорского диалекта — «мыс», то есть место, которое обмыло рекой, «наволокло» песка.

## Население
| 2002 | 2010 | 2012 |
| ---- | ---- | ---- |
| 0    | →0   | ↗4   |

Численность населения деревни, по данным Всероссийской переписи населения 2010 года, составляла 0 человек. На 1.01.2010 в деревне числилось 4 человека.

## Природа
В лесу близ деревни произрастают ель, сосна, лиственница, береза, осина и кустарники.
Травы луговые. Были найдены ландыш и венерический башмачок. Животные: заяц, лисица, волк, медведь и лось, тритон, другие земноводные и пресмыкающиеся, сова, филин, утка, лебедь, орлиные и другие птицы.